# کاب تیاترز
کاب تیاترز (انگلیسی: Cobb Theatres) یک گروه سینمایی در ایالات متحده آمریکا است.
این شرکت که در سال ۱۹۲۱ تأسیس شده دارای ۲۳ مجموعه سینمایی و ۲۳۲ سالن می‌باشد.

## سینماها
| نام                                         | شهر                                   | تاریخ تأسیس     |
| ------------------------------------------- | ------------------------------------- | --------------- |
| Pinnacle 14                                 | گالف شورز، آلاباما                    | ۲۲ ژوئیه ۲۰۰۵   |
| Hollywood 16                                | تاسکالوسا، آلاباما                    | ۵ نوامبر ۲۰۰۴   |
| Cine'Bistro @ Solaris 3                     | وایل، کلرادو                          | ۲۳ ژوئیه ۲۰۱۰   |
| Lakeside 18                                 | لیک‌لند، فلوریدا                       | ۲۲ دسامبر ۲۰۰۵  |
| Merritt Square 16                           | جزیره مریت، فلوریدا                   | ۲۱ مه ۲۰۰۴      |
| Cine'Bistro @ Dolphin Mall 5                | میامی                                 | ۳۰ مه ۲۰۰۸      |
| Dolphin 19                                  | میامی                                 | ۲۷ فوریه ۲۰۰۱   |
| Hialeah Grand 18                            | میامی لیکس، فلوریدا                   | ۲۲ دسامبر ۲۰۰۷  |
| Miami Lakes 17                              | میامی لیکس، فلوریدا                   | ۱۴ ژوئن ۲۰۰۱    |
| Downtown 16                                 | پالم بیچ گاردنز، فلوریدا              | ۲۳ نوامبر ۲۰۰۵  |
| Cine'Bistro @ Hyde Park Village 6           | تمپا، فلوریدا                         | ۱۶ اکتبر ۲۰۰۹   |
| Grove 16 & Cine'Bistro 6                    | Wesley Chapel, Florida                | ۲۶ سپتامبر ۲۰۰۸ |
| Grand 10                                    | وینتر هیون، فلوریدا                   | ۱۵ نوامبر ۲۰۰۲  |
| Cine'Bistro @ Stony Point Fashion Park 5    | ریچموند، ویرجینیا                     | ۲۲ اکتبر ۲۰۱۰   |
| Cinema Plaza Cafe 12                        | اورلندو، فلوریدا                      | ۱۲ دسامبر ۲۰۱۰  |
| Cine'Bistro @ Town Brookhaven 7             | آتلانتا                               | ۲۳ سپتامبر ۲۰۱۱ |
| Village 12                                  | لیسبورگ، ویرجینیا                     | ۲۳ ژوئیه ۲۰۱۱   |
| Countryside 12                              | کلیرواتر، فلوریدا                     | ۱۶ دسامبر ۲۰۱۱  |
| Cine'Bistro @ Waverly                       | کری، کارولینای شمالی                  | September, 2015 |
| Cobb Liberty Luxury 15                      | Liberty Township, Butler County, Ohio | ۵ نوامبر ۲۰۱۵   |
| Cobb Tyrone Luxury 10                       | سن پترزبورگ، فلوریدا                  | ۱۵ آوریل ۲۰۱۶   |
| Cobb Daytona Luxury 12                      | دیتونا بیچ، فلوریدا                   | ۱۲ دسامبر ۲۰۱۶  |
| Cine'Bistro @ Peachtree Corners Town Center | پیچتری کرنرز، جورجیا                  | Planned 2018    |